# Paležnica
Paležnica je bivše naseljeno mjesto u sastavu općine Doboj, Republika Srpska, BiH.

## Povijest
Paležnica je bilo skupno naselje na popisima 1971. i 1981. godine, 1991. je podjeljena na dva nova naselja Paležnica Donja i Paležnica Gornja.